# Slovenské robotnícke noviny
Slovenské robotnícke noviny byly slovenské sociálnědemokratické noviny, které vycházely v Pressburgu. Vznikly v říjnu 1904. Noviny byly ekonomicky a politicky podporovány českými sociálními demokraty ve Vídni. Emanuel Lehocký byl zakladatelem a redaktorem novin.
Kritika Slovenských sociálních demokratů proti Sociálně demokratické straně Uherska o selhání strany při podpoře slovenských dělnických novin, vedla k rozdělení strany. Následující rok 1905 Slovenští sociální demokraté založili svou vlastní stranu.
V roce 1908 byl Emanuel Lehocký odsouzen na dva měsíce vězení.